# 黒澤忠三郎
黒澤 忠三郎（くろさわ ちゅうさぶろう）は、江戸時代末期（幕末）の水戸藩士。桜田門外の変で井伊直弼襲撃に参加した桜田十八士の1人である。実弟に大関和七郎、甥に広岡子之次郎がいる。
水戸藩主の徳川斉昭・慶篤に仕え、嘉永6年（1853年）に庄机廻に任命される。嘉永7年（1854年）1月に江戸詰となり、4月に帰国し、6月に馬廻に任命される。安政2年（1855年）2月に100石の家督を相続し、安政5年（1858年）1月に大番組に編入された。
黒澤は水戸藩内では過激な尊王攘夷派であり、戊午の密勅が水戸藩に降下した際には勅を幕府に渡さず奉勅するように訴えている。その後の安政の大獄で水戸藩が特に処罰されたのに憤激し、安政7年（1860年）3月3日の桜田門外の変で大老・井伊直弼の襲撃に参加する。井伊を討ち取った後、黒澤は老中・脇坂安宅邸に自首した。身柄は肥後熊本藩の細川氏預かりとなる。3月5日より桜田門外の変における評定は開始されたが、越中富山藩の前田氏預かり、摂津三田藩の九鬼氏預かりに移された後、7月11日に三田藩邸において死去した。享年31。
記録では病死とされているが、桜田門外の変の際に彦根藩士と闘って負傷した（そのために自首したとも）とされており、その傷による死去ともいわれている。
明治35年（1902年）、正五位を追贈された。